# Podolanka (district de Prague-Est)
Pour les articles homonymes, voir Podolanka.
Podolanka est une commune du district de Prague-Est, dans la région de Bohême-Centrale, en République tchèque. Sa population s'élevait à 558 habitants en 2020.

## Géographie
Podolanka se trouve à 6 km au sud-ouest de Brandýs nad Labem-Stará Boleslav et à 15 km au nord-est du centre de Prague.
La commune est limitée par Brázdim et Brandýs nad Labem-Stará Boleslav au nord, par Dřevčice à l'est, par Jenštejn et Prague au sud, et par Přezletice à l'ouest.

## Histoire
La première mention écrite de la localité date de 1748.